# Five-by-five (basket-ball)
Pour les articles homonymes, voir Five by Five.
On parle de five-by-five lorsque, dans les statistiques tirées d'un match de basket-ball, un joueur a réalisé au moins cinq fois chaque action dans les catégories statistiques majeures que sont les points, les rebonds, les passes décisives, les interceptions et les contres, ces deux dernières statistiques étant officiellement recensées par la NBA depuis la saison 1973-1974.

## Performances
Quinze joueurs seulement ont réalisé cet exploit, George Johnson est le premier à avoir réalisé cette performance en NBA. Hakeem Olajuwon l'a réalisé à six reprises, Andrei Kirilenko l'a réalisé trois fois.
Le plus jeune joueur à avoir réalisé cette performance est Victor Wembanyama, le 23 février 2024, à l'âge de 20 ans et 50 jours et devient également le deuxième rookie de l'histoire à réaliser un five-by-five, le premier étant Jamaal Tinsley.
| Joueur                | Date             | Performance | Performance | Performance | Performance   | Performance |
| Joueur                | Date             | Points      | Rebonds     | Passes      | Interceptions | Contres     |
| --------------------- | ---------------- | ----------- | ----------- | ----------- | ------------- | ----------- |
| George Johnson        | 26 mars 1978     | 15          | 18          | 5           | 5             | 7           |
| George Gervin         | 8 avril 1979     | 21          | 5           | 6           | 5             | 5           |
| Julius Erving         | 5 décembre 1979  | 28          | 7           | 10          | 5             | 5           |
| Hakeem Olajuwon       | 10 mars 1987     | 38          | 17          | 6           | 7             | 12          |
| Hakeem Olajuwon (2)   | 3 mars 1990      | 29          | 18          | 9           | 5             | 11          |
| Hakeem Olajuwon (3)   | 11 avril 1992    | 19          | 13          | 6           | 5             | 5           |
| David Robinson        | 10 novembre 1992 | 29          | 9           | 5           | 5             | 10          |
| Derrick Coleman       | 15 janvier 1993  | 21          | 10          | 7           | 5             | 5           |
| Hakeem Olajuwon (4)   | 22 avril 1993    | 33          | 13          | 5           | 5             | 5           |
| Hakeem Olajuwon (5)   | 5 novembre 1993  | 24          | 19          | 6           | 5             | 5           |
| Hakeem Olajuwon (6)   | 30 décembre 1993 | 34          | 10          | 5           | 5             | 8           |
| Vlade Divac           | 22 février 1995  | 19          | 12          | 8           | 5             | 5           |
| Jamaal Tinsley        | 16 novembre 2001 | 12          | 9           | 15          | 6             | 5           |
| Andrei Kirilenko      | 3 décembre 2003  | 19          | 5           | 7           | 8             | 5           |
| Andrei Kirilenko (2)  | 10 décembre 2003 | 10          | 12          | 6           | 6             | 5           |
| Marcus Camby          | 9 janvier 2004   | 8           | 11          | 5           | 5             | 8           |
| Andrei Kirilenko (3)  | 3 janvier 2006   | 14          | 8           | 9           | 6             | 7           |
| Nicolas Batum         | 16 décembre 2012 | 11          | 5           | 10          | 5             | 5           |
| Draymond Green        | 11 décembre 2015 | 24          | 11          | 8           | 5             | 5           |
| Anthony Davis         | 21 novembre 2018 | 12          | 16          | 6           | 5             | 5           |
| Jusuf Nurkić          | 1er janvier 2019 | 24          | 23          | 7           | 5             | 5           |
| Victor Wembanyama     | 23 février 2024  | 27          | 10          | 8           | 5             | 5           |
| Victor Wembanyama (2) | 31 octobre 2024  | 25          | 9           | 7           | 5             | 5           |

Seuls Hakeem Olajuwon et Andreï Kirilenko ont même poussé l’exercice un peu plus loin en réalisant un six-by-five, six unités dans cinq catégories statistiques. Jusuf Nurkić, lui, est le premier à réaliser cette performance grâce à un double double-double (vingt unités dans deux statistiques).